# Lamborghini Urus

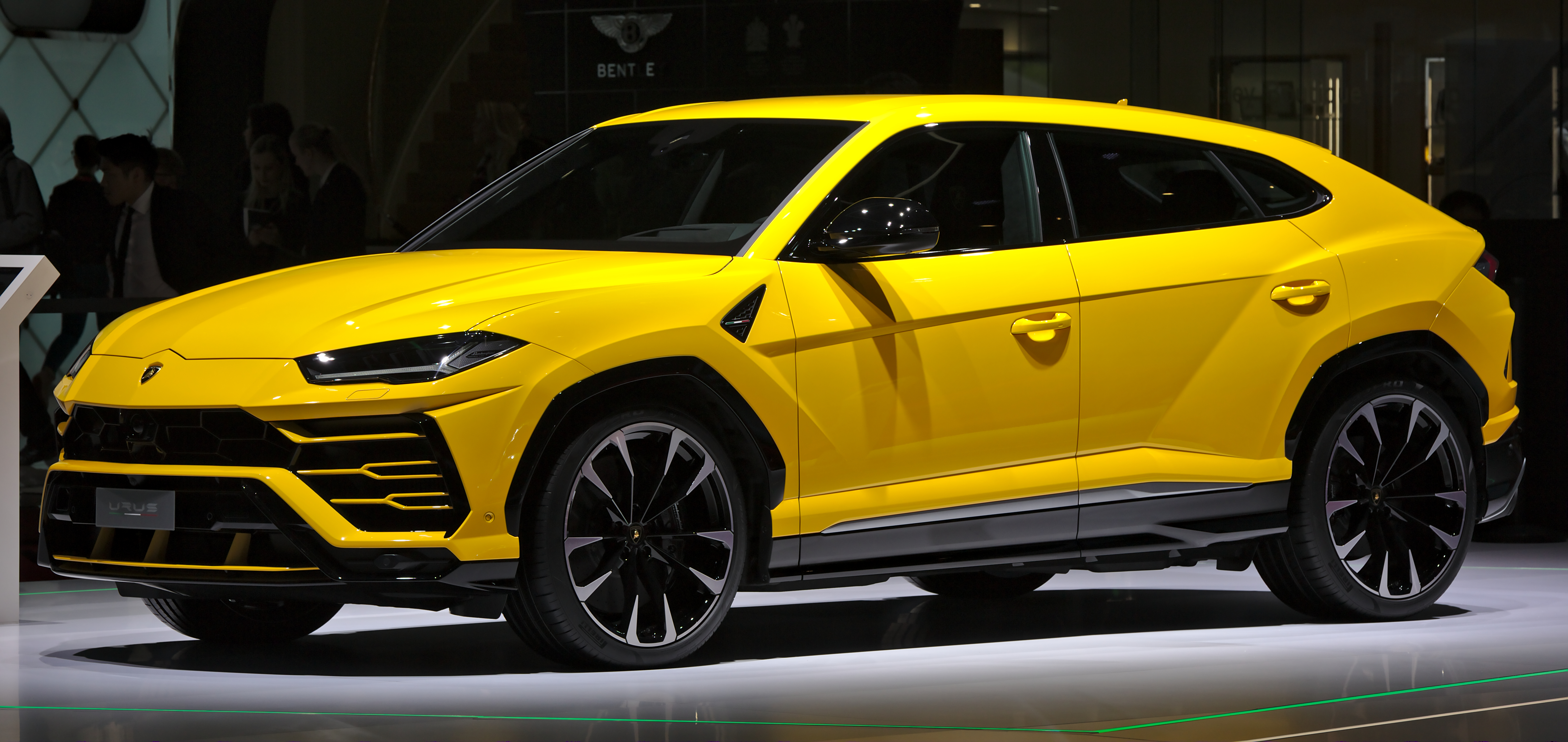
Lamborghini Urus

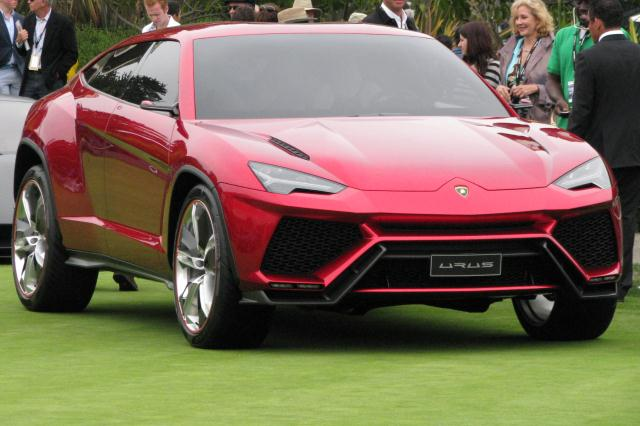
Lamborghini Urus Concept 2012

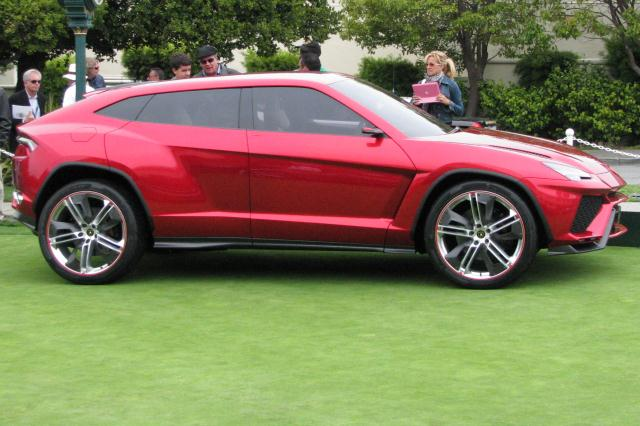
Lamborghini Urus Concept 2012

De Lamborghini Urus is een SUV ontworpen door de Italiaanse autofabrikant Lamborghini.  
De wagen werd onthuld op 23 april 2012 op de Beijing Auto Show.
In september 2013 bevestigde CEO Stephan Winkelmann dat de conceptauto in productie genomen zou worden. 
Sinds 2018 is de auto daadwerkelijk leverbaar.
Het is de eerste Lamborghini SUV sinds de Lamborghini LM002 die van 1986 tot 1992 gebouwd werd.